# Campionato europeo femminile under 17 di calcio 2025
Il campionato europeo femminile under 17 di calcio 2025 è stata la sedicesima edizione del torneo che, organizzato con cadenza annuale dall'UEFA, è riservato alle rappresentative nazionali di calcio femminile dell'Europa le cui squadre sono formate da atlete al di sotto dei 17 anni d'età, in questo caso dopo il 1º gennaio 2008.
Il torneo è stato vinto dai Paesi Bassi, per la prima volta nella loro storia, che in finale hanno battuto la Norvegia 2-1.

## Qualificazioni

### Squadre qualificate
La seguente tabella riporta le otto nazionali qualificate per la fase finale del torneo:
| Nazionale   | Metodo di qualificazione         | Fasi finali disputate | Ultima qualificazione | Migliore risultato nel torneo           |
| ----------- | -------------------------------- | --------------------- | --------------------- | --------------------------------------- |
| Fær Øer     | Ospitante                        | 1                     | -                     | Debutto                                 |
| Spagna      | Vincitrice Fase élite, gruppo A1 | 14                    | 2024                  | Campione (2010, 2011, 2015, 2018, 2024) |
| Francia     | Vincitrice Fase élite, gruppo A2 | 11                    | 2024                  | Campione (2023)                         |
| Italia      | Vincitrice Fase élite, gruppo A3 | 4                     | 2018                  | 3º posto (2014)                         |
| Polonia     | Vincitrice Fase élite, gruppo A4 | 5                     | 2024                  | Campione (2013)                         |
| Paesi Bassi | Vincitrice Fase élite, gruppo A5 | 6                     | 2022                  | 2º posto (2019)                         |
| Norvegia    | Vincitrice Fase élite, gruppo A6 | 7                     | 2024                  | Semifinali (2017)                       |
| Austria     | Vincitrice Fase élite, gruppo A7 | 3                     | 2019                  | Fase a gironi (2014, 2019)              |

## Fase a gironi
Si qualificano alla fase ad eliminazione diretta le prime due classificate di ciascuno dei due gruppi.
In caso di parità di punti tra due o più squadre di uno stesso gruppo, le posizioni in classifica verranno determinate prendendo in considerazione, nell'ordine, i seguenti criteri:
1. maggiore numero di punti negli scontri diretti tra le squadre interessate (classifica avulsa);
2. migliore differenza reti negli scontri diretti tra le squadre interessate (classifica avulsa);
3. maggiore numero di reti segnate negli scontri diretti tra le squadre interessate (classifica avulsa);
4. se, dopo aver applicato i criteri dall'1 al 3, ci sono squadre ancora in parità di punti, i criteri dall'1 al 3 si riapplicano alle sole squadre in questione. Se continua a persistere la parità, si procede con i criteri dal 5 al 9;
5. migliore differenza reti;
6. maggiore numero di reti segnate;
7. tiri di rigore se le due squadre sono a parità di punti al termine dell'ultima giornata;
8. classifica del fair play;
9. sorteggio.

### Gruppo A
| Pos. | Squadra     | Pt | G | V | N | P | GF | GS | DR  |
| ---- | ----------- | -- | - | - | - | - | -- | -- | --- |
| 1.   | Paesi Bassi | 9  | 3 | 3 | 0 | 0 | 15 | 1  | +14 |
| 2.   | Norvegia    | 4  | 3 | 1 | 1 | 1 | 10 | 2  | +8  |
| 3.   | Austria     | 4  | 3 | 1 | 1 | 1 | 10 | 4  | +6  |
| 4.   | Fær Øer     | 0  | 3 | 0 | 0 | 3 | 0  | 28 | -28 |

| Arbitro: | Dowle |

|              |           |                                           |
| Grabovac 30’ | Marcatori | 7’, 90’ Derks 14’ Dap 23’ (aut.) Grabovac |

| Arbitro: | Janković |

|  |           |                                                                                      |
|  | Marcatori | 1’, 12’, 35’ Preus 6’, 20’ Herseth 13’ Senior-Hårvik 30’, 43’ Hoem 55’, 65’ Halbmayr |

| Arbitro: | Andersen |

|  |           |                                                                                               |
|  | Marcatori | 6’, 19’ Lueger 12’, 43’, 69’ Rauscha 45+1’ Grabovac 52’ Tuppinger 86’ Szuchy 90+1’ K. Richter |

| Arbitro: | Mauricio |

|                         |           |  |
| Eloualidi 75’ Derks 88’ | Marcatori |  |

| Arbitro: | Kumer |

| |           |  |
| Horváth 13’, 65’ El Belati 18’, 71’ Djurhuus 28’ (aut.) Vinckers 45+2’ Renfurm 63’, 76’ Touzani 68’ | Marcatori |  |

| Klaksvík 10 maggio 2025, ore 16:00 UTC+1 | Norvegia | 0 – 0 referto | Austria | Við Djúpumýrar (60 spett.)\| Arbitro: \| Janković \| |
| Arbitro:                                 | Janković |               |         |                                                      |

### Gruppo B
| Pos. | Squadra | Pt | G | V | N | P | GF | GS | DR |
| ---- | ------- | -- | - | - | - | - | -- | -- | -- |
| 1.   | Italia  | 7  | 3 | 2 | 1 | 0 | 7  | 5  | +2 |
| 2.   | Francia | 5  | 3 | 1 | 2 | 0 | 5  | 3  | +2 |
| 3.   | Spagna  | 4  | 3 | 1 | 1 | 1 | 5  | 4  | +1 |
| 4.   | Polonia | 0  | 3 | 0 | 0 | 3 | 5  | 10 | -5 |

| Arbitro: | Wildfeuer |

|               |           |             |
| Cristóbal 12’ | Marcatori | 24’ Adedini |

| Arbitro: | Van Laere |

|                                     |           |                                                         |
| Świrska 47’ Klimczak 83’ Burzan 88’ | Marcatori | 5’ Romanelli 34’ (aut.) Ostopinka 42’ Giudici 84’ Galli |

| Arbitro: | Kumer |

|            |           |             |
| Bedini 14’ | Marcatori | 39’ Adedini |

| Arbitro: | Milovanović |

|                                  |           |                     |
| Quer 41’ Arufe 71’ Domínguez 76’ | Marcatori | 74’ (aut.) Carvajal |

| Arbitro: | Van Laere |

|                |           |                 |
| Galli 38’, 71’ | Marcatori | 90+2’ Cristóbal |

| Arbitro: | Andersen |

|                                         |           |             |
| Kharafi 19’ Bardet 32’ Wojas 88’ (aut.) | Marcatori | 51’ Świrksa |

## Fase a eliminazione diretta

### Tabellone
|  | Semifinali | Semifinali        | Semifinali |          |             | Finale      | Finale | Finale |  |
|  |            |                   |            |          |             |             |        |        |  |
|  | A1         | Paesi Bassi (dtr) | 1 (4)      |          |             |             |        |        |  |
|  | A1         | Paesi Bassi (dtr) | 1 (4)      |          |             |             |        |        |  |
|  | B2         | Francia           | 1 (3)      |          |             |             |        |        |  |
|  | B2         | Francia           | 1 (3)      |          | Paesi Bassi | Paesi Bassi | 2      |        |  |
|  |            |                   |            |          | Paesi Bassi | Paesi Bassi | 2      |        |  |
|  |            |                   | Norvegia   | Norvegia | 1           |             |        |        |  |
|  | B1         | Italia            | Norvegia   | Norvegia | 1           | 1           |        |        |  |
|  | B1         | Italia            |            |          |             |             |        |        |  |
|  | A2         | Norvegia          | 3          |          |             |             |        |        |  |

### Spareggio per l'accesso al Mondiale under 17 2025
| Arbitro: | Mauricio |

|                |           |                                                                            |
| K. Richter 30’ | Marcatori | 23’ Quer 29’ Carvajal 52’ Domínguez 59’ (rig.) Gómez 64’ Arufe 77’ Jiménez |

### Semifinali
| Arbitro: | Wildfeuer |

|                                          |                      |                                                       |
| Pennock 5’                               | Marcatori            | 83’ Ruffien                                           |
| Renfurm Derks Thomassen Vinckers Touzani | Tiri di rigore 4 – 3 | Grondin Laboucarie Ramdane Moreau-Tranchant Fathallah |

| Arbitro: | Milovanović |

|             |           |                                           |
| Giudici 49’ | Marcatori | 28’ Herseth 41’ (aut.) Randazzo 86’ Preus |

### Finale
| Arbitro: | Dowle |

|                            |           |           |
| Van der Vliet 4’ Derks 42’ | Marcatori | 56’ Preus |

## Statistiche

### Classifica marcatrici
5 reti
- Marie Moen Preus

4 reti
- Ranneke Derks

3 reti
- Ella Rauscha
- Giulia Galli
- Christina Herseth

2 reti
- Sara Grabovac
- Denise Lueger
- Katie Richter
- Rachael Adedini
- Rachele Giudici
- Heidi Halbmayr
- Mie Hoem
- Otylia El Belati
- Kiki Horváth
- Rosalie Renfurm
- Lena Świrksa
- Lúa Arufe
- Silvia Cristóbal
- Rosalía Domínguez
- Anna Quer

1 rete
- Alba Szuchy
- Dayna Tuppinger
- Benedetta Bedini
- Martina Romanelli
- Ludivine Bardet
- Bouchra Kharafi
- Lou Ruffien
- Rochelity Dap
- Ayah Eloualidi
- Liv Pennock
- Tess van der Vliet
- Lina Touzani
- Jayda Vinckers
- Serah Senior-Hårvik
- Zofia Burzan
- Kinga Klimczak
- María Carvajal
- Celia Gómez (1 rig.)
- Noa Jiménez

Autogol
- Sara Grabovac (1, pro  Paesi Bassi)
- Leona Djurhuus (1, pro  Paesi Bassi)
- Francesca Randazzo (1, pro  Norvegia)
- Maria Ostopinka (1, pro  Italia)
- Alicja Wojas (1, pro  Francia)
- María Carvajal (1, pro  Polonia)

## Qualificate al mondiale under 17
- Paesi Bassi
- Norvegia
- Italia
- Francia
- Spagna